# Zearaja maugeana
Zearaja maugeana és una espècie de peix de la família dels raids i de l'ordre dels raïformes.

## Morfologia
- Els mascles poden assolir 70,6 cm de longitud total i les femelles 84.[4]

## Hàbitat
És un peix de clima temperat i bentopelàgic.

## Distribució geogràfica
Es troba a l'oceà Pacífic sud-occidental: el sud-oest de Tasmània.

## Observacions
És inofensiu per als humans.